# Michel Antoine Baudrand
Pour les articles homonymes, voir Baudrand.
Michel Antoine Baudrand (Michaël Antonius Baudrandus, abrégé Baudr.), né le 28 juillet 1633 à Paris et mort le 29 mai 1700 à Paris, est un historien et géographe français.

## Biographie
Il est secrétaire du cardinal Francesco Barberini, qu'il accompagne aux conclaves de 1655 et 1667, et fait plusieurs voyages.
Il est prieur de Rouvres et du Neufmarché.

## Œuvres
On lui doit :
- Geographia ordine litterarum disposita, 2 volumes in-folio, 1681-1682 (c'est un des plus anciens recueils de ce genre)
- Dictionnaire géographique et historique, en partie traduit du précédent, et achevé par le père Jean Gelé, 2 volumes in-folio, 1705.

## Sources
- Marie-Nicolas Bouillet  et Alexis Chassang (dir.), « Michel Antoine Baudrand » dans Dictionnaire universel d’histoire et de géographie, 1878 (lire sur Wikisource)